# Đồng Lạc, Nam Sách
Đồng Lạc là một xã thuộc huyện Nam Sách, tỉnh Hải Dương, Việt Nam.
Xã Đồng Lạc có diện tích 6,84 km², dân số năm 2006 là 6.562 người, mật độ dân số đạt 959 người/km².